# Ramón Fonticiella
Ramón Ángel Fonticiella de Abreu (Salto, 31 de agosto de 1947), maestro, empresario, periodista y político uruguayo perteneciente al Frente Amplio.

## Biografía
Descendiente de inmigrantes españoles y brasileños. Cursó estudios de magisterio, recibiendo el título de Maestro de Educación Primaria en 1966 y comienza sus actividades como maestro rural, aunque, también ejerce el cargo de periodista de medios radiales y en algunas publicaciones locales.
El 8 de marzo de 1976 y tras 10 años de enseñanza, es destituido por la Dictadura Cívico-militar por ser dirigente sindical y afiliado al Partido Demócrata Cristiano que estaba proscrito. Había ganado sus cargos por concurso, en los que había obtenido el primer lugar. Es entonces que se ve obligado a realizar diversas actividades que le den el dinero para sobrevivir y mantener a su familia. Durante algunos períodos trabaja como periodista radial, con importante suceso, en la Provincia de Misiones, en el noreste de la República Argentina.
En 1984 el país vuelve a la democracia y Fonticella es restituido a su cargo de maestro director de la Escuela No.13 de la ciudad de Salto. Renuncia, pues en la faz periodística y comercial ya había construido un camino propio y fuerte. Comienza entonces una ascendente carrera política que lo llevaría a ocupar cargos importantes en el PDC a nivel departamental y también nacional. Continúa también con su labor como periodista, a su vez, desarrolla otras actividades empresariales e industriales, siempre en su ciudad natal, Salto. Adquiere una empresa inmobiliaria de compra y venta de propiedades a la que luego anexa un pequeño negocio de venta de pasajes y paquetes turísticos. Al llegar a la intendencia cierra la empresa de turismo, denominada Central Turismo y le da de baja en el Ministerio correspondiente.
En 1989 es electo edil de la Junta Departamental de Salto y es reelecto en 1994. En 1999 es electo Diputado de la República por la lista 303 Unidad Encuentrista Salteña dentro del Frente Amplio.

## Intendente de Salto
En el 2004 el Frente Amplio lo propone como candidato de su partido para la Intendencia de Salto y luego de ganar las elecciones en 2005 con el 40% de los votos sobre el ex intendente nacionalista Eduardo Minutti, asumiendo como tal el 8 de julio de 2005, siendo el primero Intendente de Salto en pertenecer a las filas del Frente Amplio.
Se postula a la reelección en las elecciones departamentales de 2010, pero es derrotado por el candidato del Partido Colorado Germán Coutinho.

### Actuación posterior
En marzo de 2010 asume una banca en la Cámara de Senadores por el Frente Liber Seregni; dicha banca originalmente le correspondía a Danilo Astori, quien asume como Vicepresidente de la República; a su vez el primer suplente era Enrique Pintado, quien dejó transitoriamente el cargo para asumir como Ministro de Transporte.
En diciembre de 2009, una sociedad que integra Fonticiella compró los derechos a explotar la adjudicación de una onda radial. Como marca la ley, el Estado uruguayo estudió -durante un año- la posibilidad legal de autorizar el uso la onda de radio a la sociedad TABARE DE SALTO SRL, y finalmente lo hizo el 8 de diciembre de 2010, mediante resolución del presidente de la República José Mujica. Fonticiella, atendiendo compromisos políticos contraídos por su partido PDC con Asamblea Uruguay, renunció a su banca el 15 de febrero de 2011, renuncia que le fue aceptada el 2 de marzo. Su lugar fue ocupado por Luis José Gallo.

## Elecciones Departamentales 2015
En las Elecciones Departamental de 2015 se presenta con la lista 99738 del Frente Amplio, siendo uno de los tres candidatos a Intendente  por el FA. En dicha Elección, el vencedor sería el Frente Amplio y dentro de dicho partido el candidato más votado fue Andrés Lima. Fonticiella al igual que Soto (quien fuera el tercer candidato) sumaron desde sus filas para la victoria de la coalición de izquierda

## Actualidad
Actualmente Ramón Fonticiella sigue militando en el Partido Demócrata Cristiano. Se lo puede observar en varias actividades su sector y del Frente Amplio. Por su parte, se encuentra jubilado de toda actividad tanto como Maestro como de periodista. 